# Колибри (торт)
Торт Колибри (англ. Hummingbird cake, также Doctor bird cake) — бананово-ананасовый торт с кремом из сливочного сыра, придуманный на Ямайке и популярный на юге США с 1970-х годов.

## История
Созданный на Ямайке, где этот десерт называется Торт птички-доктора (англ. Doctor bird cake или Dr. Bird cake), он был назван в честь национальной птицы острова, вымпелохвостого колибри, хвост которого напоминает ножницы (отсюда местное название «Птица-доктор»). В 1968 году Совет по туризму Ямайки включил рецепт торта «Колибри» вместе с другими местными ямайскими рецептами в рекламные подборки для американской прессы. Маркетинг был нацелен на американских потребителей, чтобы вызвать интерес к посещению острова.
Одна из первых известных публикаций рецепта в печати в США, написанная Л. Х. Виггинсом, была в февральском номере журнала Southern Living за 1978 год. Рецепт пользовался успехом у читателей и позже в том же году получил премию «Любимый торт» на ярмарке штата Кентукки. Позже в 1990 году он был признан любимым рецептом журнала Southern Living и отмечен как самый востребованный рецепт в истории журнала. 

## Приготовление
Торт обычно состоит из двух-четырех коржей, приготовленных из муки, сахара, ванили, яиц, растительного масла, с тёртыми орехами пекан (или грецкими орехами), пюре из спелых бананов, консервированными измельченными ананасами. Готовые коржи промазывают кремом из сливочного сыра и сливочного масла (или творога со сливками). Верх торта также покрывают кремом, часто украшают свежими или консервированными фруктами, орехами.